# Mistrovství světa juniorů v atletice 1986
1. mistrovství světa juniorů v atletice se uskutečnilo ve dnech 16. – 20. července 1986 na Olympijském stadionu v řeckých Athénách. Na programu bylo dohromady 41 disciplín (23 chlapeckých a 18 dívčích). Šampionátu se zúčastnilo 1135 atletů (752 chlapců a 383 dívek) ze 142 států světa. Podle zdrojů IAAF se MSJ zúčastnilo 1188 atletů a atletek ze 143 států světa.

## Výsledky

### Muži
| Disciplína        | Zlato                                                                       | Výkon    | Stříbro                                                                | Výkon    | Bronz                                                                     | Výkon    |
| 100 m             | Derrick Florence                                                            | 10,17    | Stanley Kerr                                                           | 10,23    | Jamie Henderson                                                           | 10,34    |
| 200 m             | Stanley Kerr                                                                | 20,74    | Derrick Florence                                                       | 21,12    | Steve McBain                                                              | 21,21    |
| 400 m             | Miles Murphy                                                                | 45,64    | Roberto Hernández                                                      | 45,64    | Edgar Itt                                                                 | 45,72    |
| 800 m             | David Sharpe                                                                | 1:48,32  | Manuel Balmaceda                                                       | 1:48,91  | Andriej Sudnik                                                            | 1:48,93  |
| 1500 m            | Wilfred Kirochi                                                             | 3:44,62  | Peter Rono                                                             | 3:45,62  | Johan Boakes                                                              | 3:45,80  |
| 5000 m            | Peter Chumba                                                                | 13:55,25 | Alejandro Gómez                                                        | 13:55,94 | Feyisa Melese                                                             | 13:56,45 |
| 10 000 m          | Peter Chumba                                                                | 28:44,00 | Juma Munyampanda                                                       | 28:45,14 | Debebe Demisse                                                            | 28:49,09 |
| Běh na 20 km      | Tadesse Gebre                                                               | 1:02:32  | Juma Munyampanda                                                       | 1:01:45  | Negash Dube                                                               | 1:04:23  |
| 110 m překážek    | Colin Jackson                                                               | 13,44    | Jon Ridgeon                                                            | 13,91    | Emilio Valle                                                              | 14,00    |
| 400 m překážek    | Emilio Valle                                                                | 50,02    | Hiroshi Kakimori                                                       | 50,09    | Pascal Maran                                                              | 50,39    |
| 2000 m překážek   | Jon Azkueta                                                                 | 5:28,56  | Johnstone Kipkoech                                                     | 5:29,56  | Jens Volkmann                                                             | 5:29,60  |
| Chůze na 10 000 m | Michail Ščennikov                                                           | 40:38,01 | Salvatore Cacia                                                        | 40:40,73 | Ricardo Pueyo                                                             | 40:41,05 |
| Štafeta 4 × 100 m | Spojené království Jamie Henderson Phil Goedluck David Kirton Jon Ridgeon   | 39,80    | Západní Německo Matthias Schlicht Frank Kobor Oliver Schmidt Ingo Todt | 39,81    | Polsko Jarosław Kaniecki Tomasz Jędrusik Jacek Konopka Marek Parjaszewski | 39,98    |
| Štafeta 4 × 400 m | Spojené státy americké Clifton Campbell Chip Rish Percy Waddle William Reed | 3:01,90  | Kuba Luis Cadogan Eulogio Mordoche Ramiro González Roberto Hernández   | 3:04,22  | Jamajka Anthony Christie Thomas Mason Howard Davis Lyndale Patterson      | 3:05,16  |
| Skok do výšky     | Javier Sotomayor                                                            | 2,25 m   | Hollis Conway                                                          | 2,22 m   | Thomas Müller                                                             | 2,22 m   |
| Skok o tyči       | Igor Potapovič                                                              | 5,50 m   | Dełko Lesew                                                            | 5,40 m   | Mike Thiede                                                               | 5,30 m   |
| Skok daleký       | Dietmar Haaf                                                                | 7,93 m   | Ivo Krsek                                                              | 7,87 m   | Thomas Wolf                                                               | 7,77 m   |
| Trojskok          | Igor Parygin                                                                | 16,97 m  | Zdrawko Dimitrow                                                       | 16,13 m  | Tu Peng-chung                                                             | 16,00 m  |
| Vrh koulí         | Aleksejs Lukašenko                                                          | 18,90 m  | Wiaczesław Łycho                                                       | 18,71 m  | Radosław Despotow                                                         | 18,17 m  |
| Hod diskem        | Wasił Bakłarow                                                              | 60,60 m  | Werner Reiterer                                                        | 58,64 m  | Vasilij Kapťuch                                                           | 58,22 m  |
| Hod kladivem      | Witalij Alisewicz                                                           | 72,00 m  | Walerij Gubkin                                                         | 71,78 m  | Sabin Christow                                                            | 68,96 m  |
| Hod oštěpem       | Władimir Sasimowicz                                                         | 78,84 m  | Mark Roberson                                                          | 74,24 m  | Gavin Lovegrove                                                           | 74,22 m  |
| Desetiboj         | Petri Keskitalo                                                             | 7 623    | Mike Smith                                                             | 7 523    | Nikołaj Zajac                                                             | 7 509    |

### Ženy
| Disciplína        | Zlato                                                                                            | Výkon    | Stříbro                                                                                              | Výkon    | Bronz                                                                                          | Výkon    |
| 100 m             | Tina Iheagwamová                                                                                 | 11,34    | Caryl Smithová                                                                                       | 11,46    | Maicel Malone                                                                                  | 11,49    |
| 200 m             | Falilat Ogunkoya                                                                                 | 23,11    | Mary Onyaliová                                                                                       | 23,30    | Katrin Krabbeová                                                                               | 23,31    |
| 400 m             | Susann Siegerová                                                                                 | 52,02    | Olga Piesnopievcevová                                                                                | 52,17    | Sandie Richardsová                                                                             | 52,23    |
| 800 m             | Selina Chirchirová                                                                               | 2:01,40  | Gabriela Sedláková                                                                                   | 2:01,49  | Adriana Dumitru                                                                                | 2:01,93  |
| 1500 m            | Ana Padureanová                                                                                  | 4:14,63  | Selina Chirchirová                                                                                   | 4:15,59  | Snežana Pajkićová                                                                              | 4:16,03  |
| 3000 m            | Cleopatra Palacianová                                                                            | 9:02,91  | Philippa Masonová                                                                                    | 9:03,35  | Dorina Calenicová                                                                              | 9:06,94  |
| 10 000 m          | Katrin Kleyová                                                                                   | 33:19,67 | Nora Maraga                                                                                          | 33:57,99 | Marleen Renders                                                                                | 33:59,36 |
| 100 m překážek    | Heike Tillacková                                                                                 | 13,10    | Aliuska Lópezová                                                                                     | 13,14    | Tanya Davisová                                                                                 | 13,46    |
| 400 m překážek    | Claudia Bartlová                                                                                 | 56,76    | Kellie Robertsová                                                                                    | 56,80    | Světlana Lukaševičová                                                                          | 57,92    |
| Chůze na 5000 m   | Wang Jen                                                                                         | 22:03,65 | Natalja Zykovová                                                                                     | 22:17,76 | Ťin Ping-ťie                                                                                   | 22:17,83 |
| Štafeta 4 × 100 m | Spojené státy americké Carlette Guidry Caryl Smith Denise Liles Maicel Malone                    | 43,78    | Německá demokratická republika Ina Morgenstern Katrin Krabbeová Britta Beisbier Heike Tillack        | 43,97    | Nigérie Tina Iheagwam Caroline Nwajei Falilat Ogunkoya Mary Onyaliová                          | 44,13    |
| Štafeta 4 × 400 m | Spojené státy americké Gisele Harrisová Kandice Pritchettová Tasha Downingová Janeene Vickersová | 3:30,45  | Německá demokratická republika Heike Böckmannová Claudia Bartlová Katja Prochnovová Susann Siegerová | 3:30,90  | Sovětský svaz Světlana Lukaševičová Marina Chripankovová Tatjana Čebykina Olga Piesnopievovová | 3:32,35  |
| Skok do výšky     | Karen Scholzová                                                                                  | 1,92 m   | Alina Astafeiová                                                                                     | 1,90 m   | Jelena Obuchovová                                                                              | 1,88 m   |
| Skok daleký       | Patricia Bille                                                                                   | 6,70 m   | Anu Kaljurandová                                                                                     | 6,46 m   | Tatjana Tier-Mesrobjanová                                                                      | 6,39 m   |
| Vrh koulí         | Heike Rohrmannová                                                                                | 18,39 m  | Stephanie Storpová                                                                                   | 18,20 m  | Ines Wittichová                                                                                | 18,19 m  |
| Hod diskem        | Ilke Wyluddaová                                                                                  | 64,02 m  | Franka Dietzschová                                                                                   | 60,26 m  | Min Čchun-feng                                                                                 | 54,00 m  |
| Hod oštěpem       | Xiomara Rivero                                                                                   | 62,86 m  | Anja Reiterová                                                                                       | 60,24 m  | Alexandra Becková                                                                              | 59,92 m  |
| Sedmiboj          | Svetla Dimitrovová                                                                               | 6 041    | Marina Ščerbinovová                                                                                  | 5 953    | Anke Schmidtová                                                                                | 5 900    |

## Medailové pořadí
| Umístění | Stát                             | Zlato | Stříbro | Bronz | Celkem |
| -------- | -------------------------------- | ----- | ------- | ----- | ------ |
| 1.       | Německá demokratická republika   | 8     | 4       | 7     | 19     |
| 2.       | Sovětský svaz                    | 6     | 6       | 7     | 19     |
| 3.       | Spojené státy americké           | 5     | 5       | 2     | 12     |
| 4.       | Keňa                             | 4     | 4       | 0     | 8      |
| 5.       | Spojené království               | 3     | 3       | 2     | 8      |
| 6.       | Kuba                             | 3     | 3       | 1     | 7      |
| 7.       | Bulharská lidová republika       | 2     | 2       | 2     | 6      |
| 8.       | Rumunská socialistická republika | 2     | 1       | 2     | 5      |
| 9.       | Nigérie                          | 2     | 1       | 1     | 4      |
| 10.      | Západní Německo                  | 1     | 2       | 2     | 5      |
| 11.      | Austrálie                        | 1     | 1       | 1     | 3      |
| 11.      | Španělsko                        | 1     | 1       | 1     | 3      |
| 13.      | Čína                             | 1     | 0       | 3     | 4      |
| 13.      | Etiopie                          | 1     | 0       | 3     | 4      |
| 15.      | Finsko                           | 1     | 0       | 0     | 1      |
| 16.      | Československo                   | 0     | 2       | 0     | 2      |
| 16.      | Tanzanie                         | 0     | 2       | 0     | 2      |
| 18.      | Chile                            | 0     | 1       | 0     | 1      |
| 18.      | Itálie                           | 0     | 1       | 0     | 1      |
| 18.      | Kanada                           | 0     | 1       | 0     | 1      |
| 18.      | Japonsko                         | 0     | 1       | 0     | 1      |
| 22.      | Jamajka                          | 0     | 0       | 2     | 2      |
| 23.      | Belgie                           | 0     | 0       | 1     | 1      |
| 23.      | Francie                          | 0     | 0       | 1     | 1      |
| 23.      | Nový Zéland                      | 0     | 0       | 1     | 1      |
| 23.      | Polsko                           | 0     | 0       | 1     | 1      |
| 23.      | Jugoslávie                       | 0     | 0       | 1     | 1      |
| Celkem   | Celkem                           | 41    | 41      | 41    | 123    |